# Stemma delle Bahamas
Lo stemma delle Bahamas è il simbolo araldico ufficiale del paese, adottato il 7 dicembre 1971. 

## Descrizione
Esso consiste in uno scudo sostenuto da un marlin e da un fenicottero e coronato da un elmo che culmina in una conchiglia. Sullo scudo è raffigurata una caravella, che si ritiene essere la Santa María di Cristoforo Colombo, mentre la parte superiore presenta l'immagine del Sole. La parte inferiore dello stemma è divisa in due parti: a sinistra, sotto il marlin, si trova una superficie marina piena di pesci, mentre a destra, sotto il fenicottero, una superficie ricoperta d'erba; al di sopra di questa base si trova un cartiglio che riporta il motto del Paese Forward, upward, onward together (in inglese Avanti, in alto, oltre insieme).